# Volo Aerosucre 157
Il volo Aerosucre 157 era un collegamento merci nazionale operato dalla compagnia aerea colombiana Aerosucre utilizzando un Boeing 727-200. Il 20 dicembre 2016, l'aereo si schiantò poco dopo essere decollato dall'aeroporto di Puerto Carreño, in Colombia, in direzione Bogotà. Il jet oltrepassò la fine della pista, colpì la recinzione perimetrale e altri ostacoli prima di riuscire a prendere il volo, ma i piloti ne persero il controllo e il 727 precipitò circa due minuti dopo a 7,4 chilometri (4,0 nmi) dall'aeroporto. Delle sei persone a bordo, solo una è sopravvissuta.
L'indagine successiva ha rivelato che una serie di fattori, tra cui un peso superiore al massimo consentito, una tecnica di decollo errata e un leggero vento in coda hanno comportato il mancato sollevamento dell'aeromobile entro la lunghezza di pista disponibile.

## L'aereo
Il velivolo coinvolto nell'incidente era un Boeing 727-200 registrato HK-4544 con numero di serie 21105. Era entrato in servizio nel 1975 operando come aereo passeggeri per Air Jamaica fino al 1997. Successivamente è stato convertito in aereo da trasporto merci. Aveva iniziato a operare per Aerosucre nel 2008.

## Passeggeri ed equipaggio
Il 58enne comandante Jaime Cantillo aveva iniziato a lavorare per Aerosucre nel 1997 ed era stato autorizzato a pilotare il Boeing 727 nel 2005. Aveva 8.708 ore di esperienza di volo, delle quali 6 822 sul Boeing 727. Il 39enne primo ufficiale Mauricio Guzmán era con la compagnia aerea dal 2008 e aveva 3 285 ore di volo, tutte sul Boeing 727. L'ingegnere di volo 72enne Pedro Duarte si era unito ad Aerosucre nel 2013 e aveva registrato 1 612 ore di volo, sebbene le sue esperienze precedenti sul 727 fossero sconosciute.
Il piano di volo indicava cinque persone a bordo, ma c'era una sesta persona priva di documenti sul volo. Quattro di esse sono morte nell'impatto, due sono sopravvissute; una delle due è morta a seguito delle lesioni riportate.

## L'incidente
Il Boeing 727 arrivò a Puerto Carreño il giorno dell'incidente alle 14:48 ora locale, dopo un volo cargo da Bogotá. L'equipaggio scaricò 9 264 kg di merci. Sebbene non sia stato ritrovato il manifesto di carico del volo coinvolto nell'incidente, gli investigatori hanno presunto che fossero stati imbarcati poco meno di 9 070 kg di carico distribuiti su nove pallet per il ritorno a Bogotá. Il 727 quindi rullò verso la soglia della pista 25; i flap furono estesi a 30 gradi e l'aereo iniziò la corsa di decollo alle 17:18.
Dopo aver utilizzato tutti i 1 800 metri (5 900 ft) di pista disponibili, il 727 non era ancora in volo. Percorse altri 95 metri (312 ft) sull'erba e colpì la recinzione perimetrale dell'aeroporto. Attraversò una strada, colpì un capannone e un albero prima di riuscire a decollare. A causa dell'impatto, il carrello di atterraggio principale destro si staccò, il flap destro interno venne danneggiato, il motore 3 perse potenza e un sistema idraulico finì fuori uso a causa di una perdita di liquido. L'aeromobile raggiunse un'altitudine di 790 piedi (240 m), entrò in una leggera virata a destra verso il basso, completò un arco di quasi 270 gradi e quindi precipitò al suolo, esplodendo in fiamme.

## Le indagini
La Colombian air accident investigation authority (GRIAA - Grupo de Investigación de Accidentes Aéreos) ha concluso che tre fattori hanno prolungato la corsa di decollo dell'aeromobile di 380 metri (1 250 ft), determinando un'uscita di pista che alla fine ha portato allo schianto:
- l'equipaggio aveva calcolato erroneamente una velocità di rotazione che era 5 nodi (9,3 km/h) più alta del necessario (questo ha fatto sì che il decollo iniziasse qualche secondo in ritardo);
- la pista di decollo scelta era soggetta a un vento in coda di 4 nodi (7,4 km/h) (il vento in coda fa sì che l'aereo acceleri meno velocemente);
- Il pilota ha ruotato l'aereo troppo lentamente, a circa 1° al secondo invece di 2°-3°.

Inoltre, sebbene i calcoli iniziali suggerissero che l'aeromobile operava entro i limiti di peso, gli investigatori ritengono, in base alle velocità di decollo utilizzate dall'equipaggio, che l'aeromobile fosse in realtà quasi una tonnellata al di sopra del suo peso massimo al decollo consentito di 74,7 tonnellate.
L'inchiesta ha inoltre stabilito che in seguito alla perdita di pressione in entrambi i principali sistemi idraulici causata dall'impatto con le strutture di terra, l'equipaggio non ha attivato il sistema idraulico di riserva, che avrebbe potuto consentire loro di mantenere il controllo dell'aeromobile.
La compagnia aerea Aerosucre è stata trovata in violazione delle norme, poiché l'aeroporto di Puerto Carreño non era approvato per le operazioni con il Boeing 727-200, e tale violazione era continuata per anni a causa della mancanza di supervisione da parte dell'autorità dell'aviazione civile colombiana.